# Fuchsia simplicicaulis
Fuchsia simplicicaulis är en dunörtsväxtart som beskrevs av Hipólito Ruiz López och Pav.. Fuchsia simplicicaulis ingår i släktet fuchsior, och familjen dunörtsväxter. Inga underarter finns listade i Catalogue of Life.